# Nobby's Ju-Jitsu Experiments
Nobby's Ju-Jitsu Experiments è un cortometraggio muto del 1914 diretto da W.P. Kellino.

## Trama
Nobby si compera un libro di ju-jitsu e va a combattere al luna park.

## Produzione
Il film fu prodotto dalla Vaudefilms.

## Distribuzione
Distribuito dall'Imperial, il film - un cortometraggio di 133 metri - uscì nelle sale cinematografiche britanniche nel settembre 1914.